# هایم هیلل بن ساسون
هایم هیلل بن ساسون (عبری: חיים הלל בן-ששון‎؛ ۱۵ فوریهٔ ۱۹۱۴ – ۱۶ مهٔ ۱۹۷۷) مورخ، و استاد دانشگاه اهل اسرائیل بود.